# Gornja Dubrava (Gornji Mihaljevec)
Gornja Dubrava is een plaats in de gemeente Gornji Mihaljevec in de Kroatische provincie Međimurje. De plaats telt 252 inwoners (2001).